# Margarita Štarkelova
Margarita Štarkelova (nacida el 5 de julio de 1951 en Sofía) es una exjugadora de baloncesto búlgara. Consiguió 3 medallas en competiciones oficiales con Bulgaria.